# Copa da Escócia de 1894–95
A Copa da Escócia de 1894-95 foi a 22º edição do torneio mais antigo do futebol da Escócia. O campeão foi o St Bernard's F.C., que conquistou seu 1º título na história da competição ao vencer a final contra o Renton F.C., pelo placar de 2 a 1.

## Premiação
| Copa da Escócia de 1894-95            |
| Escócia                               |
| ------------------------------------- |
| St Bernard's F.C. Campeão (1º título) |